# Viatodos, Grimancelos, Minhotães e Monte de Fralães
Viatodos, Grimancelos, Minhotães e Monte de Fralães (oficialmente: União das Freguesias de Viatodos, Grimancelos, Minhotães e Monte de Fralães) é uma freguesia portuguesa do município de Barcelos, com 12,40 km² de área e 3744 habitantes (censo de 2021). A sua densidade populacional é 301,9 hab./km².

## História
Foi constituída em 2013, no âmbito de uma reforma administrativa nacional, pela agregação das antigas freguesias de Viatodos, Grimancelos, Minhotães e Monte de Fralães e tem sede em Viatodos.

## Demografia
A população registada nos censos foi:
| Distribuição da População por Grupos Etários | Distribuição da População por Grupos Etários | Distribuição da População por Grupos Etários | Distribuição da População por Grupos Etários | Distribuição da População por Grupos Etários | Distribuição da População por Grupos Etários |
| -------------------------------------------- | -------------------------------------------- | -------------------------------------------- | -------------------------------------------- | -------------------------------------------- | -------------------------------------------- |
| Antes da agregação                           |                                              |                                              |                                              |                                              |                                              |
| Ano                                          | 0-14 anos                                    | 15-24 anos                                   | 25-64 anos                                   | >= 65 anos                                   | Total                                        |
| 2001                                         | 701                                          | 662                                          | 2196                                         | 482                                          | 4041                                         |
| 2011                                         | 542                                          | 463                                          | 2212                                         | 597                                          | 3814                                         |
| Após a agregação                             |                                              |                                              |                                              |                                              |                                              |
| Ano                                          | 0-14 anos                                    | 15-24 anos                                   | 25-64 anos                                   | >= 65 anos                                   | Total                                        |
| 2021                                         | 464                                          | 395                                          | 2082                                         | 803                                          | 3744                                         |

## Política

### Eleições autárquicas
| Data | %       | V       | %     | V   | %     | V  |
| Data | PSD-CDS | PSD-CDS | IND   | IND | PS    | PS |
| ---- | ------- | ------- | ----- | --- | ----- | -- |
| 2013 | 50,30   | 5       | 27,10 | 3   | 14,97 | 1  |
| 2017 | 64,03   | 7       | 5,68  | -   | 26,69 | 2  |